# 리카르도 알바레스
리카르도 가브리엘 "리키" 알바레스(스페인어: Ricardo Gabriel "Ricky" Álvarez, 1988년 4월 12일~)은 아르헨티나의 전 축구 선수이다.
그는 2008년 벨레스 사르스피엘드와 함께 아르헨티나에서 자신의 클럽 경력을 시작하였으며, 그의 상연들은 자신이 2015년까지 남아있던 이탈리아의 클럽 FC 인테르나치오날레로 이적하는 데 도움을 주었고, 2014~15 시즌 동안에 그는 잉글랜드의 선덜랜드 AFC에 임대로 활약하였다. 2016년 그는 삼프도리아에 입단하였다. 국제 수준에서 알바레스는 2014년 FIFA 월드컵 결승전에 도달한 아르헨티나 국가 대표팀의 일원이었다.

## 클럽 경력

### 초기 경력
어린이로서 알바레스는 카발리토 주니어스와 클루브 파르케를 위하여 활약하다가, 보카 주니어스의 청소년 디비시온에 잠시 머물렀다.

### 벨레스 사르스피엘드
알바레스는 2008년 벨레스 사르스피엘드와 함께 자신의 첫 프로 경기를 뛰었다. 자신의 데뷔에 이어 그는 첫 팀에 자신의 진보를 교묘한 구실로 지연시킨 무릎의 십자형 인대 부상을 겪었다. 그러고나서 그는 2009년 클라우수라를 우승한 팀의 일부였고, 힘나시아 후후이를 상대로 1 대 0으로 승리를 거둔 경기에서 18분 만을 뛰었다.
팀과 함께 미드필더의 돌파는 대부분 대리 선수들과 활약한 2010년 클라우수라가 열리는 동안에 왔다. 그는 엘 모누멘탈에서 리베르 플라테에게 2 대 1로 패한 경기에서 자신의 첫 골을 득점하였고, 라싱 클루브에게 3 대 1로 패한 벨레스의 경기에서 옐로카드에 관한 불평을 하여 주심 하비에르 콜라도에게 자신의 첫 레드카드를 받았다. 그는 토너먼트가 열리는 동안에 11개의 매치(그중에 4개는 출발 선수로서)와 1골의 득점을 합계하였다.
알바레스는 그러고나서 벨레스의 2010년 아페르투라 준우승 동안에 15새의 경기들을 뛰었다. 그는 또한 14번째 개최일을 위하여 라누스에 1 대 0으로 승리를 거둔 경기에서 자신의 2번째 골을 득점하였다.
2011년의 첫 6개월 동안에 알바레스는 자신의 리그와 코파 리베르타도레스 경기들을 위한 의미있는 팬과 대중매체의 평판을 얻었다. 그는 또한 미드필드의 전부 포지션들을 뛰어 재능을 보이기도 하였다. 그 6개월 동안에 그는 자신의 팀이 그해 클라우수라를 우승하고 코파 리베르타도레스의 준결승전에 도달하는 데 도움을 주었다.

### 인테르나치오날레
2011년 7월 5일 알바레스는 12.8백만 유로(자신 이적 권리들의 90%)를 위하여 이탈리아의 클럽 FC 인테르나치오날레에 입단하였다. 그는 AC 밀란에게 패한 그해의 수페르코파 이탈리아나에서 자신의 클럽을 위한 공식적 데뷔를 하였다. 클라우디오 라니에리의 코치 아래 알바레스는 팀에서 자신을 설립하고 미드필더로서 자신이 할 수 있다는 것을 보였다. 그의 인테르나치오날레를 위한 첫 공식적 골은 자신의 국제적 동료 선수 디에고 밀리토에 의한 좌우 연타 후인 11월 22일 트라브존스포르를 상대로 한 경기에서 왔다. 그는 나가토모 유토에 의하여 가로지른 탭인 US 레체에 4 대 1로 승리를 거둔 자신의 팀에서 다시 득점하였다.
그는 2013년 카타니아 칼초를 상대로 3 대 2의 컴백 우승에서 인테르나치오날레를 위한 자신의 첫 골을 득점하였다. 인테르나치오날레가 스타디오 주세페 메아차에서 4 대 3으로 아탈란타 BC에게 패한 매치에서 2개의 골을 더 득점하였다. 10일 후에 스타디오 주세페 메아차에서 열린 코파 이탈리아에서 그는 AS 로마를 상대로 다시 득점하였으나 그의 팀은 결국의 전체로서 5 대 3ㅢ 패배에서 3 대 2로 패하였다. 5월 5일 알바레스는 스타디오 산 파올로에서 SSC 나폴리를 상대로 페널티킥으로부터 득점을 하였으나 그의 팀은 3 대 1로 패하였다. 3일 후에 SS 라치오를 상대로 알바레스는 자신의 팀을 위하여 자신의 10번째 골을 득점하였으나 3 대 1로 패하면서 페널티킥을 놓쳤다.

### 선덜랜드
선덜랜드 AFC는 2014년 9월 최종 기한에 알바레스를 계약하였다. 알바레스는 기초적으로 만약 선덜랜드가 위탁을 피한다면 영구적 전환으로 보이면서 임대에 계약을 맺었다. 알바레스는 9월 13일 자신의 프리미어 리그 데뷔를 하여 토튼햄을 상대로 2 대 2로 비긴 경기에서 65분을 뛰었다. 그는 2015년 2월 3일 FA컵의 4번째 라운드 리플레이에서 풀햄 FC를 상대로 3 대 1의 우승에서 자신의 첫 골을 득점하였다.
선덜랜드는 위탁을 피하였고 10.5백만 유로를 위하여 당장 알바레스를 매입하는 데 조건부의 의무를 일으켰다. 하지만 팀은 알바레스를 매입하기를 원하지 않았다 FIFA는 2016년 12월 10일 결정을 넘겨주기로 되어있었다 그럼에 불구하고, 팀은 알바레스를 포함하지 않고 그를 자유 계약 선수로 만들었다.

### 삼프도리아
2015년 12월의 마지막 날들에 그는 자신이 2016년 6월 30일까지 계약을 맺으면서 이듬해 1월 4일에 결국 결말을 지은 이탈리아의 UC 삼프도리아로 이적하면서 이어졌다. 그는 또한 2015~16 시즌의 2번째 부분을 위하여 등번호 25번이 주어지기도 하였다.

## 국제 경력
2011년 8월 18일 알바레스는 아르헨티나의 시니어 선수단으로 소집되었다. 그는 9월 2일 베네수엘라를 상대로 친선 경기에서 자신의 데뷔를 하였다. 4일 후에 알바레스는 이번에 나이지리아를 상대로 또다른 친선 경기에서 뛰었다. 그는 볼리비아를 상대로 2014년 FIFA 월드컵 자격 매치에서 또다른 출연을 하였다.
2014년 6월 2일 그는 그해의 월드컵을 위하여 소집되었다.

## 경력 통계

### 클럽
2016년 9월 11일 기준
| 클럽                | 시즌    | 리그 | 리그 | 리그     | 컵   | 컵 | 컵       | 컨티넨털 | 컨티넨털 | 컨티넨털 | 총계 | 총계 | 총계     |
| 클럽                | 시즌    | 출장 | 골   | 어시스트 | 출장 | 골 | 어시스트 | 출장     | 골       | 어시스트 | 출장 | 골   | 어시스트 |
| ------------------- | ------- | ---- | ---- | -------- | ---- | -- | -------- | -------- | -------- | -------- | ---- | ---- | -------- |
| 벨레스 사르스피엘드 | 2007–08 | 1    | 0    | -        | 0    | 0  | 0        | 0        | 0        | 0        | 1    | 0    | -        |
| 벨레스 사르스피엘드 | 2008–09 | 1    | 0    | -        | 0    | 0  | 0        | 0        | 0        | 0        | 1    | 0    | -        |
| 벨레스 사르스피엘드 | 2009–10 | 11   | 1    | 1        | 0    | 0  | 0        | 2        | 0        | -        | 13   | 1    | 1        |
| 벨레스 사르스피엘드 | 2010–11 | 29   | 4    | 4        | 0    | 0  | 0        | 11       | 1        | 2        | 40   | 5    | 6        |
| 벨레스 사르스피엘드 | 총계    | 42   | 5    | 5        | 0    | 0  | 0        | 13       | 1        | 2        | 55   | 6    | 7        |
| 인테르나치오날레    | 2011–12 | 21   | 2    | 5        | 3    | 0  | 0        | 5        | 1        | 0        | 29   | 3    | 5        |
| 인테르나치오날레    | 2012–13 | 23   | 5    | 1        | 3    | 1  | 0        | 4        | 1        | 1        | 30   | 7    | 2        |
| 인테르나치오날레    | 2013–14 | 29   | 4    | 8        | 2    | 0  | 0        | 0        | 0        | 0        | 31   | 4    | 8        |
| 인테르나치오날레    | 총계    | 73   | 11   | 14       | 8    | 1  | 0        | 9        | 2        | 3        | 90   | 14   | 15       |
| 선덜랜드 (임대)     | 2014–15 | 8    | 0    | 0        | 3    | 1  | 0        | 0        | 0        | 0        | 11   | 1    | 0        |
| 선덜랜드 (임대)     | 총계    | 8    | 0    | 0        | 3    | 1  | 0        | 0        | 0        | 0        | 11   | 1    | 0        |
| UC 삼프도리아       | 2015–16 | 13   | 1    | 1        | 0    | 0  | 0        | 0        | 0        | 0        | 13   | 1    | 1        |
| UC 삼프도리아       | 2016–17 | 3    | 0    | 2        | 1    | 0  | 0        | 0        | 0        | 0        | 4    | 0    | 2        |
| UC 삼프도리아       | 총계    | 16   | 1    | 3        | 1    | 0  | 0        | 0        | 0        | 0        | 17   | 1    | 3        |
| 경력 총계           |         | 139  | 17   | 22       | 12   | 2  | 0        | 22       | 3        | 5        | 173  | 22   | 25       |

## 명예

### 클럽
- 벨레스 사르스피엘드
  - 아르헨티나 프리메라 디비시온 (2) - 2009년, 2011년 클라우수라
- 인테르나치오날레
  - 수페르코파 이탈리아나 - 2011년 준우승

### 국제 대회
- FIFA 월드컵 - 2014년 준우승